# سفينة الحب (أغنية)
سفينة الحب (بالإنجليزية: Love Ship)‏ أغنية لفرقة الديسكو الفرنسية بيمبو جت، من كلمات كلود مورغان وبول سلايد، وزّعها ألدو فرانك وأنتجها لوران روسي عام 1979. لم تحظ هذه الأغنية بمثل النجاح الباهر الذي حظيت به أغنية إل بيمبو لنفس الفرقة.